# NGC 7728
NGC 7728 is een elliptisch sterrenstelsel in het sterrenbeeld Pegasus. Het hemelobject werd op 16 februari 1862 ontdekt door de Duits-Deense astronoom Heinrich Louis d'Arrest.

## Synoniemen
- UGC 12727
- MCG 4-55-41
- ZWG 476.103
- DRCG 37-95
- PGC 72064